# Clés pour le train miniature
Clés pour le train miniature est une revue française fondée en 2012, par Christian Fournereau et François Fontana appartenant au groupe LR Presse qui traite des thèmes autour du modélisme ferroviaire. Destinée aux débutants en modélisme ferroviaire, elle est partenaire de la FFMF à l'occasion de nombreuses expositions ,. Elle est diffusée sur abonnement et est disponible dans plus de 7 000 points de vente. Les premiers numéros ont été lancés au prix de 2,90 euros. Depuis le n°17 (janvier-février 2015), le prix de vente est de 3,60 euros. Le rédacteur en chef actuel est Alexis Avril. Parmi les contributeurs réguliers de la revue, on trouve Daniel Aurillo, François Fontana, François Fouger, Christophe Franchini, Pierre Julien, Aurélien Prévot, Cédric Schirra, Alain Bertone, Jean-Baptiste Bournisien...

## Contenu
Chaque numéro comprend des articles présentant des modélistes (et leurs parcours), des astuces, des tours de mains et la construction d'un réseau (qui est achevé en six numéros). Un encart central comprend une planche à découper permettant de construire un bâtiment à l'échelle H0 ou N à moindre coût.